# Kawęczyn (gmina Konstancin-Jeziorna)
Kawęczyn (do 1 stycznia 1997 nosiła nazwę Kawenczyn) – wieś sołecka w Polsce położona w województwie mazowieckim, w powiecie piaseczyńskim, w gminie Konstancin-Jeziorna.
| SIMC    | Nazwa      | Rodzaj     |
| ------- | ---------- | ---------- |
| 0003814 | Wierzbówka | przysiółek |

Wieś szlachecka Kawieczin położona była w drugiej połowie XVI wieku w powiecie czerskim  ziemi czerskiej województwa mazowieckiego. W latach 1975–1998 miejscowość należała administracyjnie do województwa warszawskiego.
W Kawęczynie mieści się zabytkowy dworek szlachecki.
Przez miejscowość przebiega droga wojewódzka nr 734.